# Bristol (Schiff, 1910)
Die sechste HMS Bristol der Royal Navy  war ein Leichter Kreuzer, der am 23. März 1909 als erstes Schiff der Town-Klasse (Bristol-Gruppe) bei der Werft John Brown & Company in Clydebank (Schottland) auf Kiel gelegt wurde und am 23. Februar 1910 vom Stapel lief. Schwesterschiffe waren Glasgow, Gloucester, Liverpool und Newcastle, die zwischen September und Dezember 1910 alle in Dienst kamen.

Bis 1916 kamen noch weitere zwölf ähnliche Kreuzer bei der Royal Navy in Dienst, wobei die beiden letzten bei Kriegsbeginn für Griechenland in Bau befindliche Schiffe waren. Vier weitere wurden zwischen 1912 und 1922 für die Royal Australian Navy fertiggestellt.

## Technische Daten
Die ersten Schiffe der Klasse verdrängten etwa 4.800 Tonnen und liefen mit ihren Parsons-Turbinen bis zu 27 Knoten.  Nur die Bristol und später die auf derselben Werft gebaute Southampton hatten Brown-Curtis-Turbinen. Sie waren 131 m lang und 15,2 m breit und hatten 4,9 m Tiefgang. Die Bewaffnung bestand aus zwei 15,2-cm- und zehn 10,2-cm-Geschützen sowie vier Drei-Pfündern, vier Maxim-Maschinengewehren und zwei 45,7-cm-Torpedorohren. Die Besatzung zählte im Krieg bis zu 500 Mann.

## Geschichte
Bei ihrer Indienststellung wurde die Bristol der 2nd Battle Squadron der Home Fleet zugewiesen. Am 22. Dezember 1912 lief sie im Plymouth Sound auf, kehrte aber schon im Januar wieder in den Flottendienst zurück. Im Juli 1913 wurde sie der 2nd Light Cruiser squadron zugeteilt. 1914 verlegte sie zur 5th Cruiser Squadron in den Atlantik und erst kurz vor Kriegsausbruch wurde der 4th Cruiser Squadron in der Karibik zugeteilt.

### Kriegsbeginn
Bei Kriegsbeginn war die Bristol eines der ersten Schiffe der britischen Marine, die ins Gefecht kamen.

### Erster Einsatz in der Karibik
Die Bristol gehörte zur Westindienstation und deren Befehlshaber Konteradmiral Christopher Cradock verteilte die ihm unterstellten Schiffe, um den nach Auffassung der Admiralität drohenden Gefahren für den britischen Seeverkehr zu begegnen. Hauptgegner waren die beiden in der Karibik befindlichen Kleinen Kreuzer Karlsruhe und Dresden, sowie die Befürchtung, die Deutschen würden eine Vielzahl ihrer in den USA befindlichen Passagierschiffe als Hilfskreuzer zum Einsatz bringen.
Tatsächlich fand Cradock mit seinem Flaggschiff Suffolk die Karlsruhe, als sie den deutschen Schnelldampfer Kronprinz Wilhelm auf hoher See ausrüstete. Die Deutschen brachen dies ab und ergriffen getrennt die Flucht. Suffolk versuchte, der Karlsruhe zu folgen, die jedoch mühelos dem alten Panzerkreuzer entkam. Über Funk versuchte Cradock der Karlsruhe die Fluchtwege zu verstellen. Die auf dem Weg nach Pernambuco befindliche Bristol änderte ihren Kurs und fand tatsächlich die Karlsruhe und nahm ein Gefecht auf. Der deutsche Kreuzer entzog sich aber dem Gefecht mit seiner überlegenen Geschwindigkeit. Bristol lief anschließend weiter nach Südamerika, um die britische Position dort zu stärken, die allein durch das Schwesterschiff  Glasgow repräsentiert wurde.
Konteradmiral Cradock hatte am 15. August seine Flagge auf dem als Verstärkung in Halifax in Nova Scotia eingetroffenen Panzerkreuzer Good Hope gehisst, da sie schneller war als sein bisheriges Flaggschiff.
Cradock marschierte in den Südatlantik, fuhr mit der Good Hope und den beiden Leichten Kreuzern Begleitschutz für britische Schiffe vor der brasilianischen Küste, da beide entkommenen Kleinen Kreuzer hier vermutet wurden.
Unter Zurücklassung der Bristol vor Brasilien verließen Cradock’s Panzerkreuzer Good Hope und  die inzwischen als Verstärkung eingetroffene  Monmouth,  die Glasgow sowie der Hilfskreuzer  Otranto am 18. September Montevideo Richtung Feuerland und trafen am 28. September in Punta Arenas ein. Hier mussten die Briten feststellen, dass die Dresden bereits in den Pazifik gewechselt war. Da es weitere Hinweise gab, das der bei Kriegsausbruch an der Pazifikküste Mexikos befindliche deutsche Kleine Kreuzer Leipzig sich nach Süden bewegte.
Damit wurde es wahrscheinlicher, dass die Kreuzer sich mit dem deutschen Ostasiengeschwader vereinigen wollten. Allerdings sollte Cradock sein Geschwader durch das ältere Linienschiff Canopus verstärken. Er lief daher erst zu den Falklandinseln zurück, um dessen Ankunft abzuwarten. Am 22. Oktober wechselte Cradock dann doch mit seinen Kreuzern um das Kap Hoorn in den Pazifik möglicherweise in der Hoffnung, einen der Kreuzer noch allein zu stellen. Das Linienschiff folgte zwar, aber es war nicht in der Lage im Kreuzerverband mitzulaufen. Im Seegefecht bei Coronel vor der chilenischen Küste mit dem deutschen Geschwader am 1. November 1914 gingen Good Hope und Monmouth mit ihren gesamten Besatzungen verloren.
Vor der brasilianischen Küste sammelte sich das Geschwader des Konteradmirals Archibald P. Stoddart, der von seiner bisherigen Position im mittleren Atlantik mit seinem Flaggschiff Defence, dem Panzerkreuzer Cornwall, Schwesterschiff der bei Coronel versenkten Monmouth, der Carnarvon und dem Hilfskreuzer Orama nach Süden verlegte und dem die Bristol unterstellt wurde. Auch die bei Coronel entkommene Glasgow stieß am 11. November zu diesem Geschwader.

### Gefecht bei den Falklandinseln
Am 26. bis 28. November versammelte sich die britische Streitmacht auf der Suche nach Admiral Spees Ostasiengeschwader bei Abrohols Rocks unter Vizeadmiral Frederik Doveton Sturdee, der aus Großbritannien mit den Schlachtkreuzern Invincible und Inflexible entsandt worden war, um Spees Geschwader zu stoppen und zu vernichten. Stoddart stieg auf Carnarvon um, zur Cornwall war inzwischen deren neu in Dienst gestelltes Schwesterschiff Kent gestoßen, und neben der Bristol stand auch die in Rio de Janeiro instandgesetzte Glasgow wieder zur Verfügung. Dazu kamen die Hilfskreuzer Macedonia und Orama. Der letztere marschierte mit den Kohlendampfern. Stoddarts bisheriges Flaggschiff Defence wurde nach Kapstadt entlassen.
Am 7. Dezember 1914 erreichte der britische Verband Port Stanley auf den Falklandinseln. Als am Morgen des 8. Dezember das deutsche Ostasiengeschwader vor den Falklandinseln erschien, waren die Briten noch beim Kohlen. Die Bristol hatte das Kohlen begonnen und war erst nach zwei Stunden einsatzbereit.

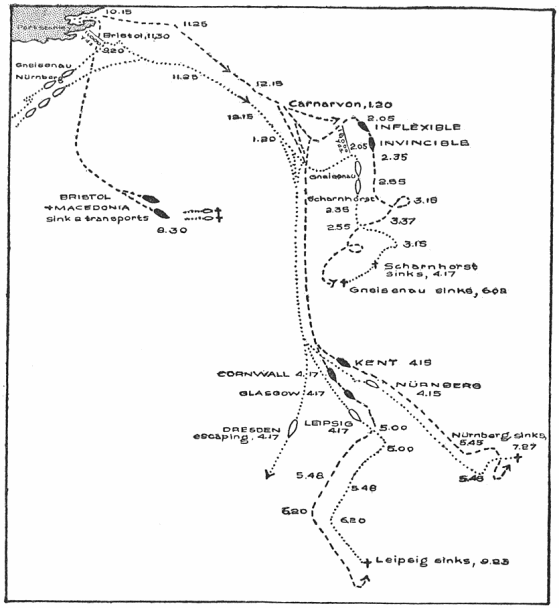
Plan des Gefechts

Am späteren Morgen entdeckten die Briten drei Versorger des deutschen Geschwaders nahe Port Pleasant an der Ostküste von East Falkland, die dort schon die Nacht verbracht hatten und wegen des Gefechtslärms die Flucht ergriffen. Der Kommandant der Bristol sollte mit dem ihm unterstellten Hilfskreuzer Macedonia diese abfangen. Sie stellten die Kohlendampfer Baden (7.676 BRT) und Santa Isabel (5.199 BRT) und versenkten sie, nachdem die Besatzungen die Schiffe verlassen hatten. Lediglich die Seydlitz entkam in die Internierung nach Argentinien. Die Versenkung der beiden modernen deutschen Frachter erscheint unsinnig, da sie leicht eingebracht werden konnten und die beiden beteiligten britischen Kriegsschiffe nicht in das eigentliche Gefecht eingriffen, noch Gefahr von den deutschen Kriegsschiffen drohte. Die Seydlitz ließen sie ohne weitere Verfolgung entkommen.
Im Dezember 1914 nahm die Bristol an der Suche nach der bei Falkland entkommenen Dresden teil.
1915 wurde die Bristol ins Mittelmeer verlegt und wurde 1916 dem italienisch-britischen Geschwader zugeteilt, das von Brindisi den Ausgang der Adria überwachte.

### Gefecht in der Otranto-Straße
In der Nacht des 14. Mai 1917 griffen unter dem Kommando von Kapitän Miklós Horthy, die drei österreichischen Rapidkreuzer Novara, Saida und Helgoland, getarnt als große britische Zerstörer, die alliierte Otranto-Sperre an, um während der Nacht möglichst viele Wachschiffe zu zerstören.  Es gelang ihnen, vierzehn Logger zu versenken und weitere vier zu beschädigen und alle Blockadeschiffe zum Rückzug zu zwingen.
Unter dem italienischen Konteradmiral Alfredo Acton auf der Dartmouth versuchten italienische und britische Schiffe, die sich zurückziehenden Österreicher abzuschneiden.
Sie wurden zuerst vom italienischen Flottillenführer Carlo Mirabello und den französischen Zerstörern Commandant Rivière, Bisson und Cimeterre gestellt, die den Kreuzern unterlegen waren und sie nur verfolgten.
Etwas später traf Acton mit Dartmouth, der Bristol und den italienischen Zerstörern Mosto, Pilo, Schiaffino, Acerbi und Aquila auf die österreichischen Zerstörer  Csepel und Balaton, die ein Ablenkungsmanöver zur albanischen Küste durchgeführt hatten und schon den Zerstörer Borea und ein Munitionsschiff versenkt und einen weiteren Transporter in Brand geschossen hatten. Den italienischen Zerstörern gelang es, zu ihnen aufzuschließen und sie in ein Gefecht zu verwickeln. Csepel konnte durch einen Treffer auf Aquila deren Maschine stilllegen. Die Österreicher erreichten den Schutz der Küstenbatterien von Durazzo und waren entkommen.
Gegen 09:00 Uhr entdeckte die Bristol den Rauch der österreichischen Kreuzer südlich von ihr. Die Alliierten drehten und suchten das Gefecht, in das sie zahlenmäßig und von der Bewaffnung überlegen gingen. Aber diese Überlegenheit ging verloren, als einige Zerstörer Maschinenprobleme bekamen und der Rest zu ihrer Sicherung abgestellt werden musste. Die Dartmouth eröffnete das Feuer und traf sofort die Novara, war aber allein in Schussdistanz, da die Bristol erheblich langsamer war. Die Österreicher legten einen Rauchschleier, um geschützt näher an den britischen Kreuzer zu kommen, auf dem sie dann auch mehrere Treffer erzielten.
Gegen 11:00 Uhr ließ Acton die Geschwindigkeit reduzieren, damit die Bristol aufschließen konnte. Novara wurde mehrfach getroffen und verlor zunehmend an Geschwindigkeit. Um 11:05 Uhr drehte Acton etwas  ab, um die Saida von der Novara und der Helgoland zu trennen. Da jetzt auch der Panzerkreuzer Sankt Georg sich mit Zerstörern und Torpedobooten näherte, sammelte Acton seine Kräfte. Diese Pause genügte der Saida, die Novara in Schlepp zu nehmen, während die Helgoland beide sicherte.

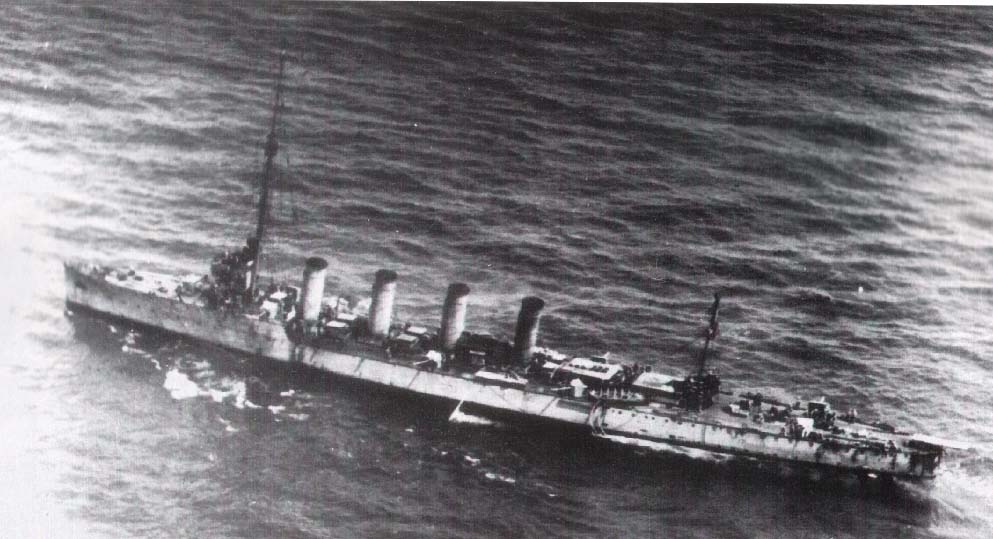
Die beschädigte Novara nach dem Gefecht in der Otranto Straße

Da er nicht erkannte, dass die Novara ausgefallen war und er befürchtete, zu nahe an die gegnerische Basis Cattaro gezogen zu werden, brach Acton die Verfolgung ab. Der Zerstörer Acerbi verstand das Signal falsch und führte einen Torpedoangriff durch, wurde aber von den Kreuzern vertrieben. Als Acton um 12.05 die Situation der Kreuzer erkannte, war es zu spät, da die Sankt Georg inzwischen nah war und auch die Zerstörer Csepel und Balaton erschienen.
Auf dem Rückmarsch wurde Dartmouth durch einen Torpedo des deutschen U-Boots UC 25 schwer beschädigt und zeitweise evakuiert.

## Verbleib
1918 wurde die Bristol erneut der South American Station zugeteilt und kehrte nach Ende des Krieges im Juni 1919 nach Portsmouth zurück, wo sie außer Dienst gestellt wurde. 1920 wurde sie auf die Verkaufsliste gesetzt und am 9. Mai 1921 an Ward in Hayle zum Abbruch verkauft.